# Gira Sueño Stéreo
La Gira Sueño Stereo fue una serie de conciertos realizada por la banda de rock argentina Soda Stereo. La misma comenzó el 8 de septiembre de 1995 en el Teatro Gran Rex de Buenos Aires, Argentina, y terminó el 24 de abril de 1996 en el Teatro Teletón de Santiago, Chile. Esta gira promocionó el álbum del mismo nombre, el regreso de la banda después de 2 años sin dar conciertos y la última promoción de material nuevo. Sus siguientes espectáculos se centrarían únicamente en sus grandes éxitos.

## Lista de canciones
La siguiente lista de canciones corresponde al concierto realizado el 24 de septiembre de 1995 en el Teatro Gran Rex en Buenos Aires.
No representa todos los conciertos de la gira.
1. «Planta»
2. «Disco eterno»
3. «Ella usó mi cabeza como un revólver»
4. «Danza rota»
5. «Juego de seducción»
6. «Terapia de amor intensiva»
7. «Persiana americana»
8. «Ojo de la tormenta»
9. «Final Caja Negra»
10. «Hombre al agua»
11. «Crema de Estrellas»
12. «Entre caníbales»
13. «Zoom»
14. «Cuando pase el temblor»
15. «En remolinos»
16. «Primavera 0»
17. «Fue»
18. «Pasos»
19. «Signos»
20. «De música ligera»
21. «Un millón de años luz»

Bis:
1. «En la ciudad de la furia»
2. «Paseando por Roma»

Bis 2:
1. «Prófugos»

Bis 3:
1. «Nada Personal»

## Fechas de la gira
| Fecha                                                    | Ciudad                   | País                     | Lugar                          |
| Etapa 1: Sudamérica 1995                                 | Etapa 1: Sudamérica 1995 | Etapa 1: Sudamérica 1995 | Etapa 1: Sudamérica 1995       |
| -------------------------------------------------------- | ------------------------ | ------------------------ | ------------------------------ |
| 8 de septiembre de 1995                                  | Buenos Aires             | Argentina                | Teatro Gran Rex                |
| 9 de septiembre de 1995                                  | Buenos Aires             | Argentina                | Teatro Gran Rex                |
| 10 de septiembre de 1995                                 | Buenos Aires             | Argentina                | Teatro Gran Rex                |
| 15 de septiembre de 1995                                 | Buenos Aires             | Argentina                | Teatro Gran Rex                |
| 16 de septiembre de 1995                                 | Buenos Aires             | Argentina                | Teatro Gran Rex                |
| 17 de septiembre de 1995                                 | Buenos Aires             | Argentina                | Teatro Gran Rex                |
| 22 de septiembre de 1995                                 | Buenos Aires             | Argentina                | Teatro Gran Rex                |
| 23 de septiembre de 1995                                 | Buenos Aires             | Argentina                | Teatro Gran Rex                |
| 24 de septiembre de 1995                                 | Buenos Aires             | Argentina                | Teatro Gran Rex                |
| 27 de septiembre de 1995                                 | Puerto Ordaz             | Venezuela                | Club Italo Guayana             |
| 29 de septiembre de 1995                                 | Barquisimeto             | Venezuela                | Anfiteatro Oscar Martínez      |
| 30 de septiembre de 1995                                 | Valencia                 | Venezuela                | Forum de Valencia              |
| 1 de octubre de 1995                                     | Caracas                  | Venezuela                | Poliedro de Caracas            |
| 5 de octubre de 1995                                     | Bogotá                   | Colombia                 | Coliseo El Campín              |
| 13 de octubre de 1995                                    | Medellín                 | Colombia                 | Estadio Atanasio Girardot      |
| 14 de octubre de 1995                                    | Barranquilla             | Colombia                 | Estadio Romelio Martínez       |
| 15 de octubre de 1995                                    | Manizales                | Colombia                 | Plaza de Toros de Manizales    |
| 18 de octubre de 1995                                    | Bogotá                   | Colombia                 | Palacio De Los Deportes        |
| 20 de octubre de 1995                                    | Cali                     | Colombia                 | Estadio Pascual Guerrero       |
| 21 de octubre de 1995                                    | Bucaramanga              | Colombia                 | Velódromo Alfonso Flórez Ortiz |
| 27 de octubre de 1995                                    | Arequipa                 | Perú                     | Estadio Mariano Melgar         |
| 29 de octubre de 1995                                    | Lima                     | Perú                     | Universidad de Lima            |
| 17 de noviembre de 1995                                  | Mar del Plata            | Argentina                | Discoteca GO!                  |
| 19 de noviembre de 1995                                  | La Plata                 | Argentina                | Plaza Moreno                   |
| 24 de noviembre de 1995                                  | Santiago                 | Chile                    | Teatro Monumental              |
| 25 de noviembre de 1995                                  | Santiago                 | Chile                    | Teatro Monumental              |
| 27 de noviembre de 1995                                  | Santiago                 | Chile                    | Teatro Monumental              |
| 28 de diciembre de 1995                                  | Buenos Aires             | Argentina                | El Show de Videomatch          |
| Etapa 2: América Central, Norteamérica y Sudamérica 1996 |                          |                          |                                |
| 2 de febrero de 1996                                     | Tegucigalpa              | Honduras                 | Estadio Tiburcio Carías Andino |
| 4 de febrero de 1996                                     | Panamá                   | Panamá                   | Autocine Freeway               |
| 6 de febrero de 1996                                     | ciudad de Guatemala      | Guatemala                | plaza de toros                 |
| 8 de febrero de 1996                                     | La Serena                | Chile                    | Open Beach                     |
| 10 de febrero de 1996                                    | Viña del Mar             | Chile                    | Estadio Sausalito              |
| 15 de febrero de 1996                                    | Monterrey                | México                   | Auditorio Coca Cola            |
| 17 de febrero de 1996                                    | Tijuana                  | México                   | Toreo De Tijuana               |
| 20 de febrero de 1996                                    | Guadalajara              | México                   | Plaza de Toros Nuevo Progreso  |
| 22 de febrero de 1995                                    | Ciudad de México         | México                   | Teatro Metropólitan            |
| 23 de febrero de 1996                                    | Ciudad de México         | México                   | Teatro Metropólitan            |
| 24 de febrero de 1996                                    | Ciudad de México         | México                   | Teatro Metropólitan            |
| 25 de febrero de 1996                                    | Ciudad de México         | México                   | Teatro Metropólitan            |
| 29 de febrero de 1996                                    | Los Ángeles              | Estados Unidos           | Olympic Auditorium             |
| 1 de marzo de 1996                                       | Chicago                  | Estados Unidos           | Aragon Ballroom                |
| 4 de marzo de 1996                                       | Nueva York               | Estados Unidos           | Hotel Palladium                |
| 8 de marzo de 1996                                       | Miami                    | Estados Unidos           | James Knight Theater           |
| 15 de marzo de 1996                                      | Bogotá                   | Colombia                 | Estadio El Campín              |
| 24 de abril de 1996                                      | Ciudad de México         | México                   | Estadio Azteca                 |